# کارل بنجامین
کارل بنجامین (انگلیسی: Carl Benjamin؛ زادهٔ ۱۹۷۹) یوتیوبر ضدفمینیسم اهل بریتانیا است. او در یوتیوب در حوزه سیاست فعالیت دارد و به موضوعاتی از قبیل اسلام، برگزیت، سیاست‌های هویتی و نزاکت سیاسی اشاره کرده‌است.
او در خلال جنجال گیمرگیت، با پرداختن به این موضوع در یوتیوب به شهرت رسید.